# NGC 14
NGC 14 = Arp 235 ist eine Irreguläre Galaxie vom Hubble-Typ IBm im Sternbild Pegasus nördlich des Himmelsäquators. Sie ist etwa 45 Millionen Lichtjahre von uns entfernt und hat einen Durchmesser von ungefähr 30.000 Lichtjahren.
Halton Arp gliederte seinen Katalog ungewöhnlicher Galaxien nach rein morphologischen Kriterien in Gruppen. Diese Galaxie gehört zu der Klasse Galaxien mit Anzeichen für eine Aufspaltung.
Gemeinsam mit NGC 7814, PGC 38, PGC 332 und PGC 889 bildet sie die NGC 7814-Gruppe.
Das Objekt wurde am 18. September 1786 vom deutsch-britischen Astronomen Wilhelm Herschel entdeckt.